# Тульчинська Віра Петрівна
Віра Петрівна Тульчинська (нар. 13 серпня 1907, Казань, Казанська губернія, Російська імперія — пом. 28 травня 1994, Одеса,Україна) — радянська та українська мікробіолог, доктор ветеринарних наук (1940), професор (1941), член-кореспондент АН УРСР (1948). Кандидат у члени ЦК КПУ в 1952—1956 роках.

## Життєпис
Віра Тульчинська народилася 13 серпня 1907 року в Казані. У 1924 році вступила до Казанського ветеринарного інституту, який закінчила в 1929 році. Після закінчення інституту переїхала до Казахської РСР, де з 1930 по 1932 роки працювала у бактеріологічній лабораторії Семипалатинська. У 1932 році повернулася назад і влаштувалася на роботу в рідний Казанський ветеринарний інститут, який гордо став іменуватися як НДІ і пропрацювала аж до 1936 року. У 1936 році переїхала до Киргизької РСР, де аж до 1945 року працювала завідувачкою кафедри мікробіології Киргизького сільськогосподарського інституту. Член ВКП(б) з 1942 року.
Після німецько-радянської війни у 1945 році переїхала до Української РСР, де науковій праці присвятила 50 років наступного життя. З 1946 по 1947 роки завідувала кафедрою мікробіології в Білоцерківському сільськогосподарському інституті, а з 1947 по 1952 роки завідувала аналогічною кафедрою в Одеському сільськогосподарському інституті. У 1951—1953 роках була старшим науковим співробітником Інституту зоології АН УРСР (Київ).
З 1952 року — проректор з наукової частини Одеського державного університету імені І. Мечникова. Одночасно з 1952 по 1994 рік — завідувач кафедри мікробіології й вірусології Одеського державного університету (нині — Одеський національний університет імені І. І. Мечникова).
Померла Віра Турчинська 28 травня 1994 року в Одесі.

## Наукові роботи
Основні наукові роботи присвячені морській мікробіології, вірусології, імунології та екології.
- Вивчала активні штами мікроорганізмів — деструкторів хімічних речовин, забруднюючих водне середовище.
- Вивчала мінливість мікроорганізмів, імунологію бруцельозу, біологічно активні речовини.
- Розробляла проблеми біологічної очистки водних екологічних систем.
- Встановила ростовий ефект водних культур мікроорганізмів — природних джерел біологічних активних речовин.

## Членство в товариствах
- Голова Одеського відділення Українського мікробіологічного товариства.
- Член-кореспондент АН Української РСР.

## Нагороди
- орден «Знак Пошани»
- медалі
- Заслужений діяч науки Української РСР (1965)